# Mieterstrom
Als Mieterstrom (auch Quartierstrom oder allgemeiner Direktstrom) wird Strom bezeichnet, der in unmittelbarer räumlicher Nähe zum Abnehmer produziert und nicht über die öffentlichen Netze geleitet wird. Er kann beispielsweise Wohnungs- oder Gewerbeflächen-Mietern, aber auch Wohnungseigentümergemeinschaften angeboten werden. Mieterstrom wird meist mit Photovoltaik- oder Kraft-Wärme-Kopplungsanlagen wie Blockheizkraftwerken erzeugt; es können aber auch z. B. Windkraft- oder Bioenergieanlagen eingesetzt werden.
Direkt gefördert wird Photovoltaik-Mieterstrom seit 2017 durch den Mieterstromzuschlag, der an die aktuellen Einspeisevergütungen gekoppelt ist. Dieses Fördermodell hat sich bislang als nicht erfolgreich erwiesen.

## Aktuelle Regelungen zum Mieterstrom

### Anlagenübergreifende Regelungen
Durch die direkte Stromlieferung entfallen bei Mieterstromprojekten Netznutzungsentgelte, die Konzessionsabgabe und die Stromsteuer. Während für das so genannte Eigenstromprivileg Erzeuger und Verbraucher identisch sein müssen, liegt beim Mieterstrommodell nach dem aktuellen Verständnis eine Stromlieferung vom Stromerzeuger an den Letztverbraucher vor. Auch bei einer (Mieterstrom-)Erzeugergemeinschaft (die bspw. gleichzeitig die letztverbrauchenden Mieter sind) liegt eine Identität nur dann vor, wenn der Strom bspw. für eine gemeinsame Flurbeleuchtung oder ein Büro der Gemeinschaft genutzt wird. Die einzelnen Mitglieder einer Erzeugergemeinschaft sind also nicht identisch mit der Gemeinschaft als solcher.

### Kraft-Wärme-Kopplungs-Anlagen
Kraft-Wärme-Kopplung (KWK) wird z. B. in Form von Blockheizkraftwerken eingesetzt. Betreiber von KWK-Anlagen zur Direktlieferung von Strom an Dritte erhalten nach dem Kraft-Wärme-Kopplungsgesetz einen Zuschlag, der sich nach der Größe der Anlage staffelt: 4 ct/kWh bis 50 kW Leistung, 3 ct/kWh bis 100 kW Leistung (bis hierhin identisch mit den Zuschlägen für den Eigenverbrauch (bis 100 kW) und exakt die Hälfte der Vergütung für eine Netzeinspeisung), 2 ct/kWh bis 250 kW Leistung und 1,5 ct/kWh bis 1000 kW Leistung.

### Mieterstromzuschlag für Photovoltaikanlagen
Seit Juli 2017 ist für Photovoltaikanlagen ein Mieterstromzuschlag im Erneuerbare-Energien-Gesetz verankert, der in der neuesten Regelung die aktuelle Einspeisevergütung minus 8 ct/kWh Abschlag bei einer Leistung von mehr als 40 kW und darunter minus 8,5 ct/kWh beträgt. Die Förderung sinkt damit proportional (aber prozentual stärker) zur Degression der Einspeisevergütung und beträgt für eine beispielhafte Anlage von 30 kW Leistung im Januar 2020 1,49 ct/kWh. Daraus folgt auch, dass die Förderung etwa im Jahr 2021 durch die weitere Senkung der Einspeisevergütung automatisch ausläuft. PV-Anlagen mit einer Leistung von über 100 kW erhalten keinen Mieterstromzuschlag, da hierfür auch keine Einspeisevergütung gezahlt wird (sondern eine Direktvermarktungspflicht herrscht). Der bei der Installation einer Anlage geltende Fördersatz gilt – wie in anderen Bereichen des EEG auch – 20 Jahre. Die durch den Mieterstromzuschlag geförderte Menge installierter Leistung ist auf +500 MW pro Jahr gedeckelt. Der Strompreis für die Verbraucher darf höchstens 90 % des Grundpreistarifs betragen.

#### Bilanz und Bewertung des Mieterstromzuschlags
Die mit der Gesetzesänderung 2017 vorgesehene Etablierung von Mieterstrom wurde bislang verfehlt. Das Bundesministerium für Wirtschaft und Energie fertigte etwa zwei Jahre nach der Einführung des Mieterstromzuschlags einen Mieterstrombericht an, in dem die bisherigen Entwicklungen evaluiert werden. Insgesamt wurden in dieser Zeit 677 PV-Mieterstromanlagen mit einer Leistung von insgesamt 13,9 MW (darunter +5,3 MW im bisher einzigen betrachteten vollen Jahr 2018) errichtet. Damit wurde der jährliche 500-MW-Deckel bei weitem nicht ausgenutzt.
Eine Untersuchung der Wirtschaftlichkeit von Mieterstromprojekten im Bericht des BMWi kommt zu dem Schluss, dass die Förderhöhe nicht ausreichend ist. Die Rendite ist je nach Größe der Anlage, Anzahl der Wohnungen und Teilnehmerquote der Mieter sehr unterschiedlich ausgeprägt. Grundsätzlich sei eine komplette Netzeinspeisung mit Vergütung momentan wirtschaftlich sinnvoller.

### Kritik und Reformvorschläge

#### Förderregime
Vielfach wird eine Gleichstellung von Direktstromlieferungen (Mieterstrommodelle) mit dem Eigenverbrauch gefordert. Zu dessen Erreichung wird neben einer Erhöhung des Mieterstromzuschlags häufig auch eine Förderung von Mieterstrom mittels einer Abgabenprivilegierung – also bspw. der Befreiung von der EEG-Umlage – gefordert. Förderungen für Direktstromlieferungen sollten zukünftig auch Gewerbemieter miteinbeziehen, für die momentan überhaupt keine direkte Förderung besteht.

#### Administrative Hürden
Bei der aktuellen Mieterstrom-Regelung müssen die Stromproduzenten ein Gewerbe anmelden, mit den Mietern Stromlieferverträge und mit den Netzbetreibern und den Energieversorgern Rahmenverträge abschließen. Der Eigentümerverband Haus & Grund schlägt eine Stromkostenverordnung vor, durch die private Wohnungsvermieter selbsterzeugten Strom über die Heizkostenabrechnung abrechnen könnten.  Einen Ausweg aus dieser administrativen Hürde könnte außerdem ein Lieferkettenmodell darstellen, in dem ein Energiedienstleister die Mieterstromlieferung übernimmt. Dieses ist aber nach Auffassung der Bundesnetzagentur nicht zulässig.
Im Fall von Wohnungseigentümergemeinschaften muss die Realisierung eines Mieterstromprojekts – hier die Installation einer PV-Anlage – die Zustimmung von ¾ der Eigentümer erhalten, da es sich nach dem BGB um eine Modernisierungsmaßnahme handelt. Dies könne sich als aufwendiger Prozess herausstellen. Für PV-Anlagen sei daher eine Sonderregelung zu schaffen und darüber hinaus die Solarenergie als integraler, in Planungen zu berücksichtigender Gebäudebestandteil einzustufen.

## Historische Entwicklung der Gesetzeslage und der politischen Diskussion
Anreize zur Umsetzung von Mieterstrommodellen gab es bereits von 2009 bis 2012 mit der Eigenstromförderung, die auch Stromlieferungen an Dritte in räumlicher Nähe förderte und daran anschließend bis 2014 mit dem „solaren Grünstromprivileg“, das die EEG-Umlage für die Verbraucher bei Direktstromlieferungen um 2 ct/kWh verringerte. Nach dessen Abschaffung waren Mieterstrommodelle wirtschaftlich nicht mehr attraktiv.
In der Zeit danach blieb die EEG-Umlage für Mieterstromprojekte Gegenstand der Diskussion. Der Dachverband Deutscher Immobilienverwalter hatte in Stellungnahmen und politischen Gesprächen eine Beseitigung der, nach Meinung des Dachverbandes, verfassungswidrigen Diskriminierung angemahnt, da selbstnutzende Wohnungseigentümer bei der Eigenversorgung mit selbstproduziertem Strom aus erneuerbaren Energien von der verringerten EEG-Umlage ausgeschlossen waren, von der Haushalte in Einfamilienhäusern profitierten.
Am 8. Juli 2016 wurde das Erneuerbare-Energien-Gesetz (EEG) novelliert. Das Wirtschaftsministerium wurde dadurch ermächtigt, auf dem Verordnungsweg die EEG-Umlage für Mieterstrom zu reduzieren. Es wurde in Betracht gezogen, dass die EEG-Umlage für Mieterstrom-Klein-Anlagen bis 10 kW Leistung entfallen solle, genau wie bei Einfamilienhäusern, und dass für größere Anlagen noch 40 % anstatt 100 % der EEG-Umlage von derzeit 6 Cent/kWh anfallen sollen. Eine derartige Regelung sollte Anfang 2017 in Kraft treten. In einer im Auftrag des Bundeswirtschaftsministeriums durchgeführten und im Januar 2017 veröffentlichten Studie wurde hingegen eine direkte Förderung empfohlen. Tatsächlich wurden im ersten Quartal 2017 Vorbereitungen für die letztlich durchgeführte Gesetzesänderung des EEG getroffen, das eine direkte, antragsgebundene Förderung von Mieterstrom vorsieht, der aber gleichzeitig mit der vollen EEG-Umlage belastet ist.

## Potential in Deutschland
Laut Institut der deutschen Wirtschaft (IW) könnten gut 75 Prozent der deutschen Mehrfamilienhaushalte wirtschaftliche Vorteile aus Mieterstrommodellen ziehen. Dies beträfe 14,3 Millionen Haushalte mit einem Gesamtpotential von 43 TWh, was etwa einem Drittel der Gesamtstromverbrauchs deutscher Privathaushalte entspricht.

## Versorgungssicherheit
Die Versorgungssicherheit ist durch den Bezug von Mieterstrom nicht beeinträchtigt. Wenn zusätzlicher Strom benötigt wird, kann er über das öffentliche Netz bezogen werden. Umgekehrt kann überschüssiger Strom aus der Mieterstrom-Anlage in das öffentliche Netz zu den Konditionen des EEG eingespeist werden. Alternativ zur Einspeisung in die öffentlichen Netze können Batteriespeicher eingesetzt werden.

## Betreibermodelle
In der Regel bieten Wohnungsbauunternehmen bzw. deren Kooperations-Partner Mieterstrom-Modelle an. Die Anlagen können auch von Stadtwerken, von Energieversorgungsunternehmen (EVUs) oder von Energiegenossenschaften betrieben werden. Es gibt Pacht- und Konzessionsmodelle. Darüber hinaus können Mieter sich zusammenschließen und eine Mieterstrom-Genossenschaft gründen.
Wohnungsbauunternehmen sind für ihre Mieteinnahmen von der Gewerbesteuer befreit, riskieren jedoch durch die Produktion und den Handel mit Strom dieses Steuerprivileg. Deshalb werden häufig Dienstleister mit der Abwicklung der Mieterstrom-Modelle beauftragt.
Ein verwandtes, aus dem Mieterstrommodell heraus entwickeltes Konzept ist die Gemeinschaftliche Gebäudeversorgung (GGV). Die auf einem vergleichsweise aufwändigen Smart-Meter- und Messstellenkonzept beruhende GGV ist für kleine Mehrfamilienhäuser bis etwa 30 Wohneinheiten geeignet.